# Khoảng chú ý
Khoảng chú ý (tiếng Anh: attention span) là khoảng thời gian một người có thể tập trung vào một công việc mà không bị phân tán tư tưởng. Nhiều nhà giáo dục và tâm lý học nhất trí rằng khả năng tập trung chú ý vào một công việc là thiết yếu để đạt được mục tiêu.

## Độ dài khoảng chú ý
Con số ước lượng độ dài khoảng chú ý của con người thay đổi nhiều tuỳ vào định nghĩa cụ thể được sử dụng.
- Chú ý nhất thời là phản ứng ngắn hạn với một tác nhân tạm thời lôi kéo/phân tán sự chú ý. Các nhà nghiên cứu không đồng ý về con số chính xác của khoảng chú ý nhất thời ở người; một số nói nó có thể ngắn đến 8 giây.[2]
- Chú ý chọn lọc duy trì, cũng gọi là chú ý tiêu điểm, là cấp độ chú ý tạo ra kết quả ổn định qua thời gian trong một tác vụ. Một số nói khoảng chú ý trung bình của người là khoảng 5 phút;[3] một số khác nói hầu hết những trẻ vị thành niên và người trường thành không thể duy trì sự chú ý vào một thứ quá 20 phút mỗi lần, dù họ có thể chọn tái-chú ý vào cùng một thứ.[2] Khả năng làm mới sự chú ý cho phép người ta chú ý vào những thứ kéo dài hơn vài phút, chẳng hạn như một bộ phim dài.

Khoảng chú ý, theo nghĩa chú ý duy trì, hay thời gian bỏ ra liên tục cho một tác vụ, thay đổi theo độ tuổi. Trẻ lớn hơn có khả năng chú ý lâu hơn trẻ nhỏ.
Với các phép đo thời gian-cho-tác vụ, loại hoạt động sử dụng trong bài kiểm tra tác động đến kết quả, vì người ta nói chung có thể tập trung lâu hơn khi họ thấy thích thú hoặc có động cơ tự thân. Sự chú ý cũng tăng lên nếu người đó thực hiện công việc một cách trôi chảy so với người gặp khó khăn khi thực hiện hoặc chính anh/cô ta khi mới học cách thực hiện. Sự mỏi mệt, đói, tiếng ồn và căng thẳng tâm lý giảm khoảng chú ý. Những ước lượng phổ biến về khoảng chú ý duy trì với một tác vụ tuỳ chọn rơi vào khoảng 5 phút với trẻ hai tuổi đến tối đa khoảng 20 phút với trẻ lớn hơn và người trưởng thành.
Sau khi đánh mất sự tập trung chú ý vào một chủ đề, một người có thể khôi phục nó bằng cách nghỉ ngơi, thực hiện một loại hoạt động khác, thay đổi tiêu điểm suy nghĩ hoặc chủ động chọn tái-chú ý vào chủ đề ban đầu.

## Đo đạc
Nhiều bài kiểm tra khác nhau đã được sử dụng cho những nhóm dân và thời kì khác nhau. Một số bài đo khả năng chú ý ngắn hạn, tiêu điểm còn một số khác kiểm tra người làm bài dễ bị phân tán tư tưởng đến đâu.
Những bài như TAI (Test of Attention in Infants - Bài kiểm tra chú ý của trẻ sơ sinh) của DeGangi và WISC-IV (Wechsler Intelligence Scale for Children - Thang trí thông minh Wechsler cho trẻ em) thường được dùng để kiểm tra những vấn đề liên quan đến sự chú ý ở trẻ nhỏ khi phương pháp phỏng vấn và quan sát là không phù hợp. 
Những bài cũ hơn như Continuous Performance Test và Porteus Maze Test, đã bị bác bỏ bởi một số chuyên gia. Chúng thường bị phê phán vì không thực sự đo độ chú ý, không phù hợp với một số nhóm dân hoặc không cung cấp thông tin quan trọng về y tế.

## Xã hội hiện đại
Một số tác giả, chẳng hạn Neil Postman trong cuốn Amusing Ourselves to Death (tạm dịch: Tự cười mình đến chết), tin rằng khoảng chú ý của con người đang giảm dần do công nghệ hiện đại, đặc biệt là ti vi, phát triển.
Việc lướt mạng có thể có tác động tương tự vì nó giúp người dùng dễ dàng chuyển từ trang này sang trang khác.
Hầu hết người dùng internet dành trung bình ít hơn một phút cho mỗi trang mạng. 
Nhà bình luận phim Roger Ebert, một blogger và "người chơi Twitter" tích cực, viết về tác động của công nghệ lên thói quen đọc của ông và cuộc tìm kiếm "frisson" (sự kích thích, thích thú, sợ hãi) trên mạng và trong cuộc sống. 
Robert dẫn một bài viết của Nicholas Carr hồi tháng 6 năm 2010 trên tạp chí Wired về một giáo sư UCLA, Gary Small, người dùng máy MRI để quan sát hoạt động não của sáu tình nguyện viên, ba người dùng mạng lâu năm và ba người không.
Ông thấy những người dùng mạng phát triển những "distinctive neural pathways" (đường thần kinh đặc trưng).